# Ласхишвили, Тато Георгиевич
Тато Георгиевич Ласхишвили (груз. ტატო გიორგის ძე ლასხიშვილი) — грузинский журналист, главный редактор газеты «Свободная Грузия», член Экспертного Совета РИА «Новости» по проблемам постсоветских стран.
Родился 14 апреля 1960 года в Кутаиси, в 1982 году окончил Грузинский Политехнический Институт, в 1990 году — факультет журналистики ТГУ им. Джавахишвили.
В 1981—1991 годах работал спортивным комментатором Гостелерадио Грузии, вёл репортажи на московской радиостанции «Маяк», в конце 1980-х годов готовил сюжеты для Центрального ТВ СССР.
С 1991 года Тато Ласхишвили становится первым заместителем главреда газеты «Свободная Грузия», награждён в этой должности медалью Чести. С 1998 года занимает кресло главного редактора газеты. Награждён медалью Чести (1997).
Участник Форума европейских и азиатских медиа.
Женат, имеет двух дочерей.